# Mosesgegh
Mosesgegh (in armeno Մովսես?, chiamato anche Movses) è un comune dell'Armenia di 2 148 abitanti (2010) della provincia di Tavush.